# Lift Me Up
Lift Me Up – popowa ballada pochodząca z szóstego studyjnego albumu amerykańskiej wokalistki Christiny Aguilery zatytułowanego Bionic (2010). Utwór został napisany i wyprodukowany przez Lindę Perry. Wraz z Perry Aguilera stworzyła już wcześniej balladę „Beautiful” (2002), która odniosła światowy sukces oraz stała się jedną z najpopularniejszych piosenek wokalistki.
Tematem piosenki jest przezwyciężanie trudności, metaforyczne podnoszenie się po bolesnym upadku. Na początku 2010 roku Christina Aguilera wystąpiła z utworem podczas charytatywnego koncertu Hope for Haiti Now: A Global Benefit for Earthquake Relief, prezentując go publice jako pierwszą kompozycję z płyty Bionic. „Lift Me Up” zyskał pochwałę krytyków muzycznych, głównie za sprawą balladycznej atmosfery oraz współbrzmiącej z nią interpretacji wokalnej Aguilery. Piosenka, choć nigdy niewydana na singlu, notowana była na listach przebojów UK Singles Chart oraz Billboard Bubbling Under Hot 100.

## Informacje o utworze
W połowie 2008 roku Christina Aguilera ujawniła, że nad jej nadchodzącym studyjnym wydawnictwem pieczę sprawuje między innymi Linda Perry, wcześniejsza współpracownica (autorka między innymi singlowych hitów wokalistki „Beautiful”, „Hurt” i „Keeps Gettin' Better”). Stylistycznie utwór „Lift Me Up” łączy w sobie klasyczny pop z piano popem, czyli gatunkiem bazującym głównie na fortepianie oraz instrumentach z nim powiązanych; przez to porównywalny jest do singla Aguilery „Hurt” z albumu Back to Basics (2006). Oba utwory są podniosłymi balladami, opartymi na schemacie metrycznym i wolnych ruchach kilkudziesięciu uderzeń na minutę. „Lift Me Up” nagrano w 2009 roku w dwóch kalifornijskich pracowniach: Kung Fu Gardens w North Hollywood oraz The Red Lips Room, osobistym studio nagraniowym Christiny Aguilery w Beverly Hills. W drugim studio zarejestrowane zostały wokale artystki. Całość zmiksowano w Larrabee Studios, atelier w Burbank. Ballada była jednym z pierwszych utworów, które zrealizowano na album Bionic. Tematem ballady jest przezwyciężanie trudności, metaforyczne podnoszenie się po ciężkim upadku. W refrenie Aguilera śpiewa: „Widzisz jak się potykam, lecz nie mam gdzie upaść. Czy podniesiesz mnie wysoko, bym mogła wznieść się ponad to wszystko?”. Wykonawczyni podkreśliła wymowę piosenki, nazywając ją „światłem na końcu tunelu”. Dodała także: „'Lift Me Up’ to piękny utwór dotyczący zwracania się z prośbą o podanie życzliwej dłoni, o poradę, o drobną pomoc. Wiem, że wesprze ludzi, którzy czują się przygnębieni i znajdują się w trudnej sytuacji”.
Generalna wersja piosenki, pochodząca z Bionic, trwa cztery minuty i siedem sekund. Odsłona nieoryginalna, zawarta na albumie charytatywnym Hope for Haiti Now, jest krótsza o dwadzieścia dwie sekundy, lecz stanowi akustyczną modyfikację pierwowzoru. Wersja live piosenki (pochodząca z płyty Hope for Haiti Now) notowana była na liście magazynu Billboard Bubbling Under Hot 100, na miejscu dwudziestym piątym. Bubbling Under Hot 100 stanowi rozszerzenie prestiżowego zestawienia Billboard Hot 100. Po wydaniu albumu Bionic niesinglowy utwór „Lift Me Up” objął pozycję #183 brytyjskiej listy przebojów UK Singles Chart oraz trzydzieste piąte miejsce na Gaon Top 100 Digital Songs w Korei Południowej. Piosenka zyskała emisję radiową w Polsce. Oszacowano, że jej sprzedaż w formacie cyfrowym wyniosła na całym świecie około 500 tys. kopii.

## Opinie
Zdaniem redaktorów strony internetowej the-rockferry.onet.pl, „Life Me Up” to jedna z pięćdziesięciu najlepszych kompozycji nagranych przez Aguilerę w latach 1997–2010. W marcu 2014 roku interaktywny serwis top50songs.org podał, że internauci uznają balladę za jedną z czterdziestu najlepszych piosenek w karierze Aguilery. Helen Payne (Stereoboard) wskazała utwór jako jedno z siedmiu największych osiągnięć artystki.

### Recenzje
Piosenka uzyskała głównie pozytywne recenzje krytyków muzycznych. Margaret Wappler, recenzentka współpracują z pismem Los Angeles Times, pisała o „Lift Me Up” jako o „utworze gotowym do odśpiewania przez zwycięzcę American Idol, napisanym przez starą przyjaciółkę (Aguilery – przyp.) Lindę Perry, będącym klasyczną demonstracją piosenkarki w zakresie zdolności wokalnych”. „Napisany przez Lindę Perry z zespołu 4 Non Blondes utwór mógł spaść do poziomu frazesu, jednak zręczna produkcja wznosi go do pułapu nowoczesnej, nastrojowej ballady” – pisał na temat kompozycji pamflecista magazynu Daily Star. Według Mateusza Kołodzieja (AxunArts.pl), „Lift Me Up” to piosenka fenomenalna. Opiniodawca współpracujący z serwisem internetowym ukmix.org uznał balladę za najbardziej atmosferyczną kompozycję z albumu Bionic, ze wspaniałą melodią. Mesfin Fekadu z dziennika The Boston Globe skwitował balladę jako zwycięską, a Dan Martin (New Musical Express) opisał ją jako sprawnie zrealizowaną, obowiązkową pozycję do odsłuchania na albumie (Bionic – przyp.). Bradley Stern, redaktor witryny MuuMuse.com, wydał korzystne omówienie i napisał: „Znakomicie napisany przez Lindę Perry kawałek ‘Lift Me Up’ jest najlepszym kandydatem do naśladowania klasyków Aguilery, 'Beautiful' i 'Hurt'”. Autor strony internetowej musicaddiction2.com okrzyknął „Lift Me Up” „bardzo ładną popową balladą, z dominującą perkusją, pięknymi smyczkami i fortepianem”. Wokale Aguilery nazwał „uroczymi i silnymi”, a sam utwór podsumował jako jeden z najlepszych znajdujących się na krążku Bionic. Według Lamara Dawsona (newnownext.com), nagranie jest intymne i doskonale sprawdziłoby się podczas kameralnego koncertu. Piosenka chwalona była także przez redaktorów czasopism The Scotsman i The Guardian, natomiast krytykowana przez Grega Kota z Chicago Tribune. W swojej recenzji dziennikarz doszedł do wniosku, że ta „przewrażliwiona ballada nie jest potrzebna światu”.

## Promocja
Na długo przed premierą krążka Bionic Christina Aguilera wykonała piosenkę publicznie, prezentując ją jako pierwszą ze swojego szóstego albumu. 22 stycznia 2010 roku w Los Angeles wystąpiła z utworem podczas telethonu Hope for Haiti Now: A Global Benefit for Earthquake Relief. Koncert ten zorganizowany został jako akcja charytatywna na rzecz ofiar trzęsienia ziemi, które 12 stycznia nawiedziło Haiti. Impreza relacjonowana była na całym świecie. Występ Aguilery zaowocował debiutem „Lift Me Up” w zestawieniach najczęściej pobieranych cyfrowo utworów w serwisie iTunes Store w dwudziestu krajach świata; piosenka najwyżej notowana była w Hiszpanii, Holandii, Kanadzie, Meksyku i Szwecji. 23 stycznia 2010 nakładem MTV Networks opublikowany został album Hope for Haiti Now, nagrany podczas telethonu. Na albumie znalazło się łącznie dwadzieścia utworów, śpiewanych przez czołowych artystów muzycznych. Środki zebrane ze sprzedaży płyty przekazano organizacjom niosącym humanitarną pomoc wyspie, w tym Czerwonemu Krzyżowi oraz fundacji Yele Haiti Foundation, założonej przez Wyclefa Jeana.
Późną jesienią 2020 roku Aguilera zaśpiewała „Lift Me Up” po raz pierwszy od dekady podczas koncertu organizowanego przez przedsiębiorstwo W. R. Berkley Corporation w Los Angeles.

## Remiksy utworu
- Juan Hayamares Remix – 7:41
- Daniel Graff Violin – Piano Version – 3:45

## Twórcy
- Główne wokale: Christina Aguilera
- Producent: Linda Perry
- Autor: Linda Perry
- Fortepian, perkusja, gitara basowa, keyboard: Linda Perry
- Programowanie: Linda Perry

## Pozycje na listach przebojów
| Kraj              | Notowanie (2010)                    | Wydawca    | Najwyższa pozycja |
| ----------------- | ----------------------------------- | ---------- | ----------------- |
| Korea Południowa  | Top 100 Digital Songs               | Gaon Chart | 35                |
| Stany Zjednoczone | Billboard Bubbling Under Hot 100[A] | Billboard  | 25                |
| Wielka Brytania   | Official Independent Singles Chart  | OCC        | 26                |
| Wielka Brytania   | UK Singles Chart                    | OCC        | 183               |

Adnotacje
- A^ Notowana była wersja live utworu, pochodząca z albumu Hope for Haiti Now.

## Informacje dodatkowe
- Cover utworu nagrali Chilijczyk Manuel Ubeda[29] oraz Amerykanin Jumoke Hill[30].